# Juliana Cannarozzo
Juliana Cannarozzo, född 27 augusti 1989 i Boston, Massachusetts, är en amerikansk konståkare och skådespelare. Hon åkte för klubben Skating Club of Boston fram tills hon slutade säsongen 2007-2008. Cannarozzo debuterade år 2005 i ISU Junior Grand Prix där hon fick två bronsmedaljer. Efter säsongen 2007-2008, under vilken hon hade svårigheter med diverse skador, drog sig Cannarozzo tillbaka från konståkningen och turnerade sedan med Holiday on Ice i Europa.
År 2005 spelade Cannarozzo rollen som Zoey Bloch i Disneyfilmen Isprinsessan.